# Ellie Kemper
Elizabeth Claire "Ellie" Kemper, född  2 maj 1980 i Kansas City i Missouri, är en amerikansk skådespelare, komiker och författare.
Kemper är bland annat känd för sin roll som Erin Hannon i den amerikanska versionen av The Office. Hon har även spelat i långfilmer som Bridesmaids (2011) och 21 Jump Street (2011). Sedan 2015 spelar hon titelrollen i humorserien Unbreakable Kimmy Schmidt.

## Filmografi (i urval)
- 2009–2012 – The Office (TV-serie)
- 2010 – Get Him to the Greek
- 2010 – Somewhere
- 2011 – Bridesmaids
- 2012 – 21 Jump Street
- 2012–2013 – The Mindy Project (TV-serie) (3 avsnitt)
- 2013–2018 – Sofia den första (TV-serie) (röst)
- 2014 – Sex Tape
- 2015–2018 – Bara björnar (TV-serie) (röst)
- 2015–2019 – Unbreakable Kimmy Schmidt (TV-serie)
- 2020 – The Simpsons (TV-serie) (röst)
- 2021 – Home Sweet Home Alone